# Parempuyre

Parempuyre este o comună în departamentul Gironde din sud-vestul Franței. În 2009 avea o populație de 7.411 de locuitori.

## Evoluția populației
| An        | 1975  | 1982  | 1990  | 1999  | 2006  | 2009  |
| --------- | ----- | ----- | ----- | ----- | ----- | ----- |
| Populație | 2.148 | 3.541 | 5.481 | 6.613 | 7.239 | 7.411 |